# Hrabstwo Will
Hrabstwo Will – hrabstwo w Stanach Zjednoczonych, w stanie Illinois, należące do obszaru metropolitalnego Chicago. Z populacją ok. 700 tys. mieszkańców, jest czwartym co do wielkości hrabstwem stanu Illinois.
Około 12% całkowitej powierzchni hrabstwa wyznaczone jest jako obszary chronione, w tym Park stanowy Kankakee River, Midewin National Tallgrass Prairie i Cmentarz Narodowy Abrahama Lincolna.
11,6% populacji stanowi Polonia (w 2010 roku było to 13,3%).

## Sąsiednie hrabstwa
- Hrabstwo Kane (północny zachód)
- Hrabstwo DuPage (północ)
- Hrabstwo Cook (północny wschód)
- Hrabstwo Lake, Indiana (wschód)
- Hrabstwo Kankakee (południe)
- Hrabstwo Grundy (południowy zachód)
- Hrabstwo Kendall (zachód)

## Miasta
- Aurora
- Braidwood
- Crest Hill
- Lockport
- Wilmington

## Wioski

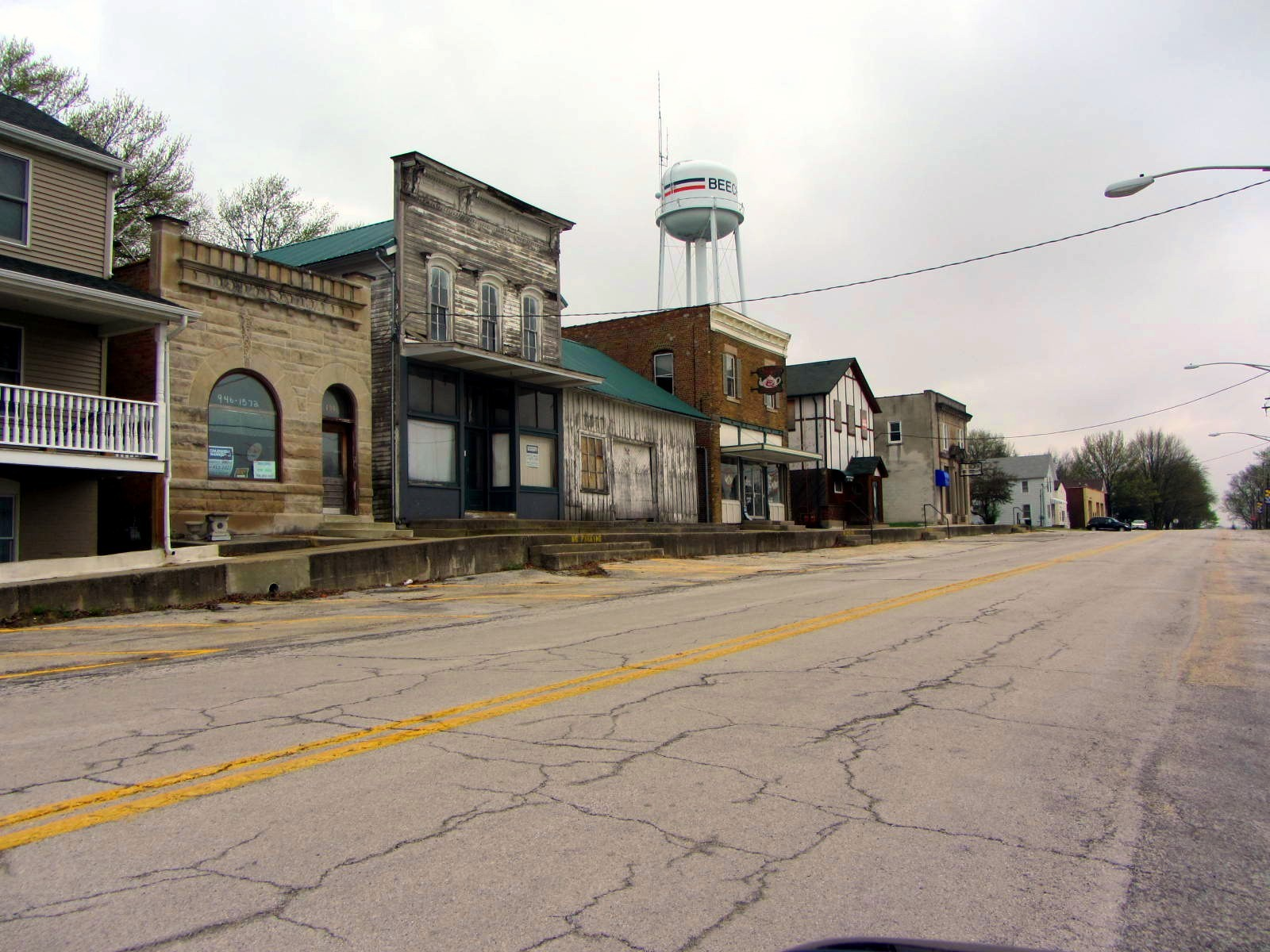
Wioska Beecher

- Beecher
- Channahon
- Crete
- Elwood
- Frankfort
- Homer Glen
- Manhattan
- Mokena
- Monee
- New Lenox
- Peotone
- Plainfield
- Rockdale
- Romeoville
- Shorewood
- Symerton
- Tinley Park
- University Park

## CDP
- Crystal Lawns
- Fairmont
- Frankfort Square
- Ingalls Park
- Lakewood Shores
- Preston Heights
- Willowbrook

## Demografia
Według danych pięcioletnich z 2022 roku, 60,9% mieszkańców hrabstwa identyfikowało się jako biali niebędący Latynosami, 18,6% było Latynosami, 11,5% to czarni lub Afroamerykanie, 7,9% było rasy mieszanej, 5,9% Azjaci i 0,44% rdzenni Amerykanie. 13% mieszkańców urodziło się poza granicami Stanów Zjednoczonych. 
Do największych grup należą osoby pochodzenia niemieckiego (17,5%), meksykańskiego (15,6%), irlandzkiego (13,8%),  polskiego (11,6%), afroamerykańskiego, włoskiego (9,1%) i angielskiego (5,4%). Do innych większych grup należą osoby pochodzenia „amerykańskiego” (17,8 tys.), hinduskiego (17,6 tys.), afrykańskiego (15,9 tys.), szwedzkiego (12,7 tys.),  holenderskiego (11,4 tys.), francuskiego (10,6 tys.), czeskiego (9,7 tys.), europejskiego (nieokreślonego) (9,4 tys.), szkockiego lub szkocko–irlandzkiego (9,2 tys.), litewskiego (9 tys.), filipińskiego (8,6 tys.) i portorykańskiego (7,8 tys.).
Średni dochód gospodarstwa domowego (dane z 2023) w hrabstwie wynosi 107 799 dolarów, zaś dochód na mieszkańca 46 216 dolarów. 7,1% mieszkańców żyje poniżej relatywnej granicy ubóstwa. W latach 2010–2020 populacja wzrosła o 2,77%.

## Religia

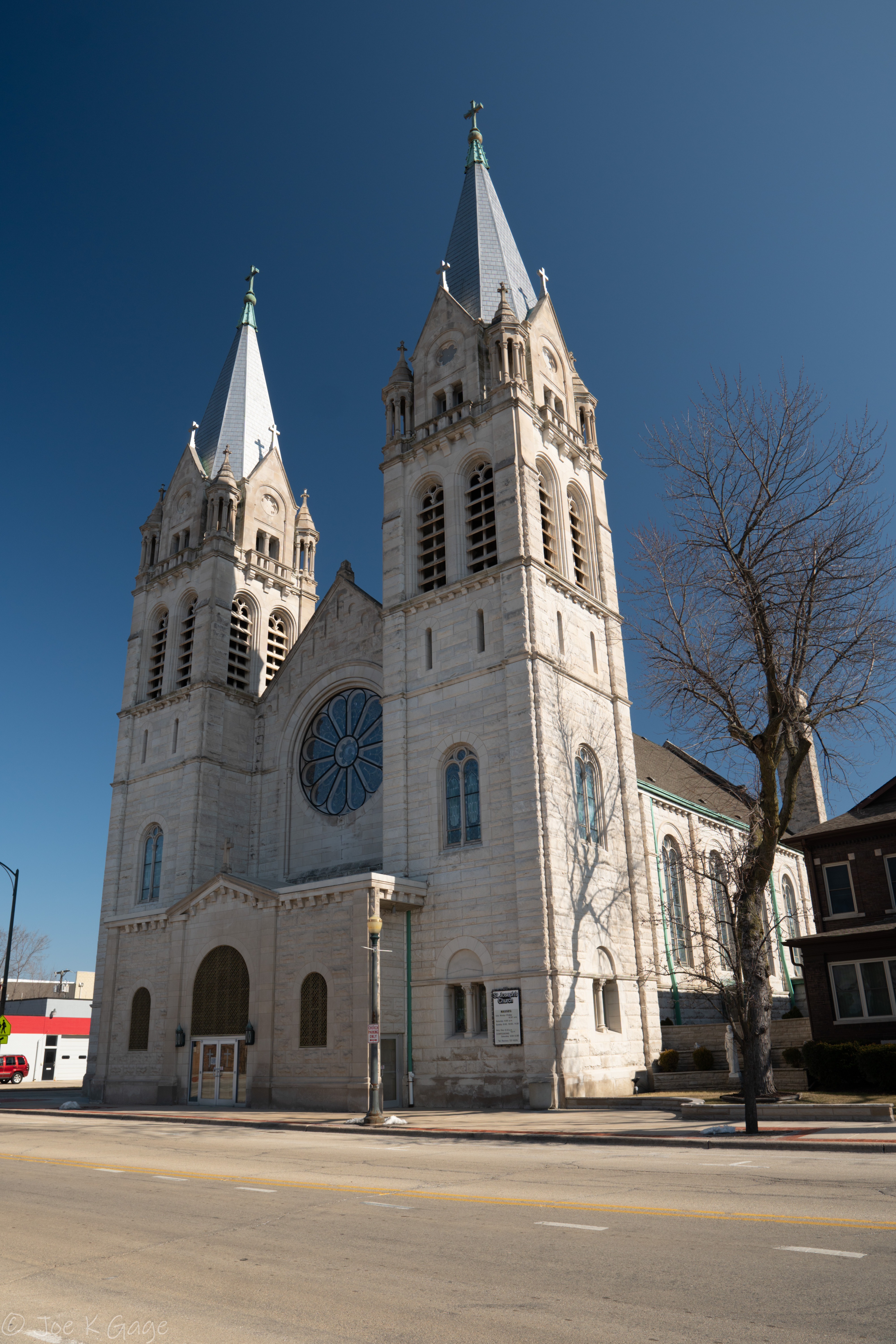
Katolicki Kościół św. Józefa w Joliet

Według danych spisowych z 2020 roku największe członkostwo deklaruje Kościół katolicki (172,5 tys. członków w 39 parafiach). Zbory Boże są największą protestancką denominacją w hrabstwie (24 tys. członków w 12 zborach), ponadto liczne są zbory ewangelikalne, bezdenominacyjne (25,1 tys. członków w 53 zborach). Społeczność muzułmańska wzrosła z mniej niż tysiąca w 2000 roku, do 18,9 tys. wyznawców. Mniejsze (poniżej 10 tys.) ugrupowania obejmują m.in.: Kościół Ewangelicko-Luterański w Ameryce, Zjednoczony Kościół Metodystyczny, Kościoły Chrystusowe, Kościół Luterański Synodu Missouri, oraz świadków Jehowy.

## Polityka
Hrabstwo było przeważająco demokratyczne w ostatnich latach. W wyborach prezydenckich 2024, Kamala Harris (49,7% głosów) nieznacznie pokonała Donalda Trumpa (48,1% głosów). 